# 薛三省
薛三省（1558年—1634年），字鲁叔，號天谷，浙江定海縣縣城（今浙江省宁波市镇海区）人，明朝政治人物。

## 生平
萬曆二十八年（1600年），薛三省中式庚子科浙江鄉試第十八名舉人，萬曆二十九年（1601年）聯捷辛丑科會試第一百四名，三甲三十五名进士，選翰林院庶吉士，三十一年授检讨。不久后就被招进东宫成为讲官。三十三年养病。四十年補原职，四十一年會試同考，本年升左赞善，四十四年升右谕德，管理诰命，四十六年主考順天府鄉試，四十七年升左庶子，本年养病。
天启元年（1621年）起为少詹事，二年起，薛三省历任礼部右侍郎，兼任侍读学士、经筵讲官，《神宗实录》副总裁，礼部左侍郎，吏部左侍郎等职务。当时宦官魏忠贤权势遮天蔽日。朝中不少同僚劝薛三省前去拜见魏忠贤，都被薛三省严词一一拒绝。后来，薛三省被擢升为礼部尚书，上疏指出政事缺失，触怒魏忠贤，于是便祈求辞官回乡。薛三省一大早上疏乞归，在巳时就获得批准，薛三省在当日就冒着大雪离开北京。魏忠贤派遣内监拦路搜查薛三省的行李，只有破旧的裘衣一领和少许药饵。
崇祯元年（1628年）薛三省被起用为南京礼部尚书的职位，又改北京礼部尚書、兼翰林学士、协理詹事府事，薛三省推辞没有到任。薛三省在家乡居住了十年，只是闭门读书，生活节俭朴素自足又好施惠乡里。崇祯七年（1634年）朝廷再次召用薛三省。当皇帝的诏书到达时，薛三省已经去世一个多月了。

## 身后
赠太子太保，谥文介。

## 家族
祖籍鄞县，浮石薛氏宋薛朋龟之后。曾祖薛儒。祖父薛一卿。父薛鬯，贈禮科給事中。母鄭氏。兄薛三才，官戎政兵部尚書。弟薛三台，舉人，后中進士。

## 著作
- 《易蠡》
- 《春秋辨疑》
- 《天谷山人诗集》
- 《文集》

## 延伸閱讀
[在维基数据编辑]
 《四明人鑑·明禮部尚書太子太保文介辥公三省》，出自《四明人鑑》